# Alopecosa cedroensis
Alopecosa cedroensis är en spindelart som beskrevs av Jörg Wunderlich 1992. Alopecosa cedroensis ingår i släktet Alopecosa och familjen vargspindlar.
Artens utbredningsområde är Kanarieöarna. Inga underarter finns listade i Catalogue of Life.